# Pulsação arterial

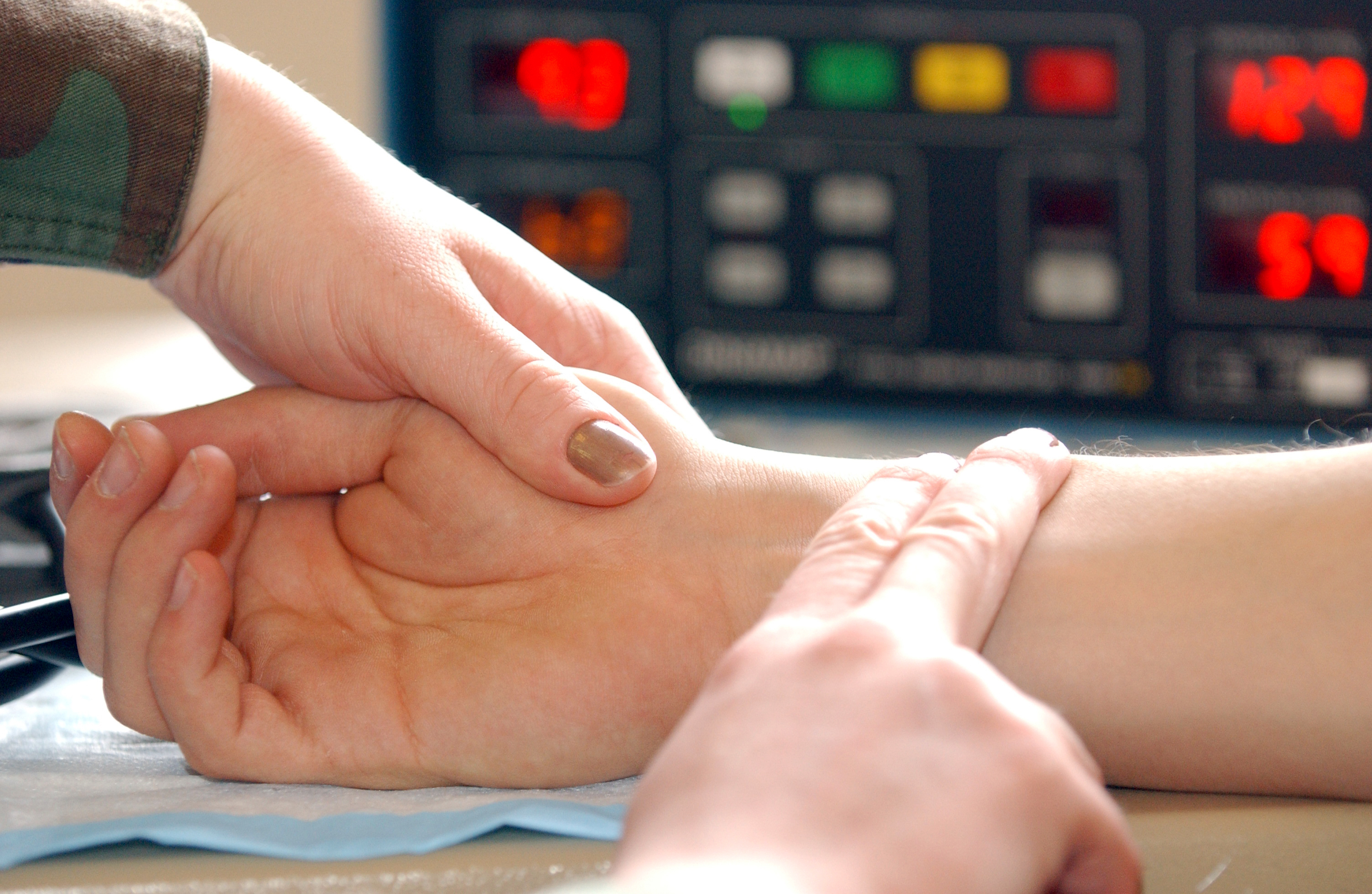
Verificação do pulso radial.

Pulsação arterial é o ciclo de expansão e relaxamento das artérias do corpo. Pode ser percebido facilmente em regiões específicas do corpo,  sendo útil na abordagem de emergência. A pulsação corresponde às variações de pressão sangüínea na artéria durante os batimentos cardíacos. As pressões arteriais máxima e mínima podem ser detectadas nas artérias do braço e medidas com um aparelho chamado esfigmomanômetro. Algumas veias também podem ter a pulsação percebida, porém são mais raras.

## Características do Pulso Arterial

### Rate
Taxas de pulso normais em repouso, em batimentos por minuto (BPM):
| recém nascidos (0–3 meses) | bebês (3 – 6 meses) | bebês (6 – 12 meses) | crianças (1 – 10 anos) | crianças maiores de 10 anos e adultos, incluindo idosos | atletas adultos bem treinados |
| -------------------------- | ------------------- | -------------------- | ---------------------- | ------------------------------------------------------- | ----------------------------- |
| 99-149                     | 89–119              | 79-119               | 69–129                 | 59–99                                                   | 39–59                         |

A taxa de pulso pode ser usada para verificar o nível geral de saúde cardíaca e fitness. Geralmente inferior é melhor, mas bradicardia s pode ser perigoso. Os sintomas de um batimento cardíaco perigosamente lento incluem fraqueza, perda de energia e desmaios.

## Pulso da Artéria Braquial
O pulso da artéria braquial é difícil de ser feito. É necessário empurrar o músculo bíceps lateralmente para sentirmos a pulsação.

## Pulso da Artéria Poplítea (parte posterior da perna na altura do joelho)
É muito difícil de ser medido pois a artéria poplítea está muito profunda.

## Pulso da Artéria Carótida Comum
É facilmente medido o pulso no lado do pescoço. Essa medição é usada rotineiramente por equipes de emergência durante a Reanimação Cardiorrespiratória. A ausência do pulso nessa região  indica uma parada cardíaca.
se houver a parada cardiaca recorra imediatamente ao médico.